# Neotamias quadrivittatus
Neotamias quadrivittatus es una especie de roedor de la familia Sciuridae.

## Distribución geográfica
Es  endémica de Colorado, Utah, Arizona y Nuevo México en los Estados Unidos

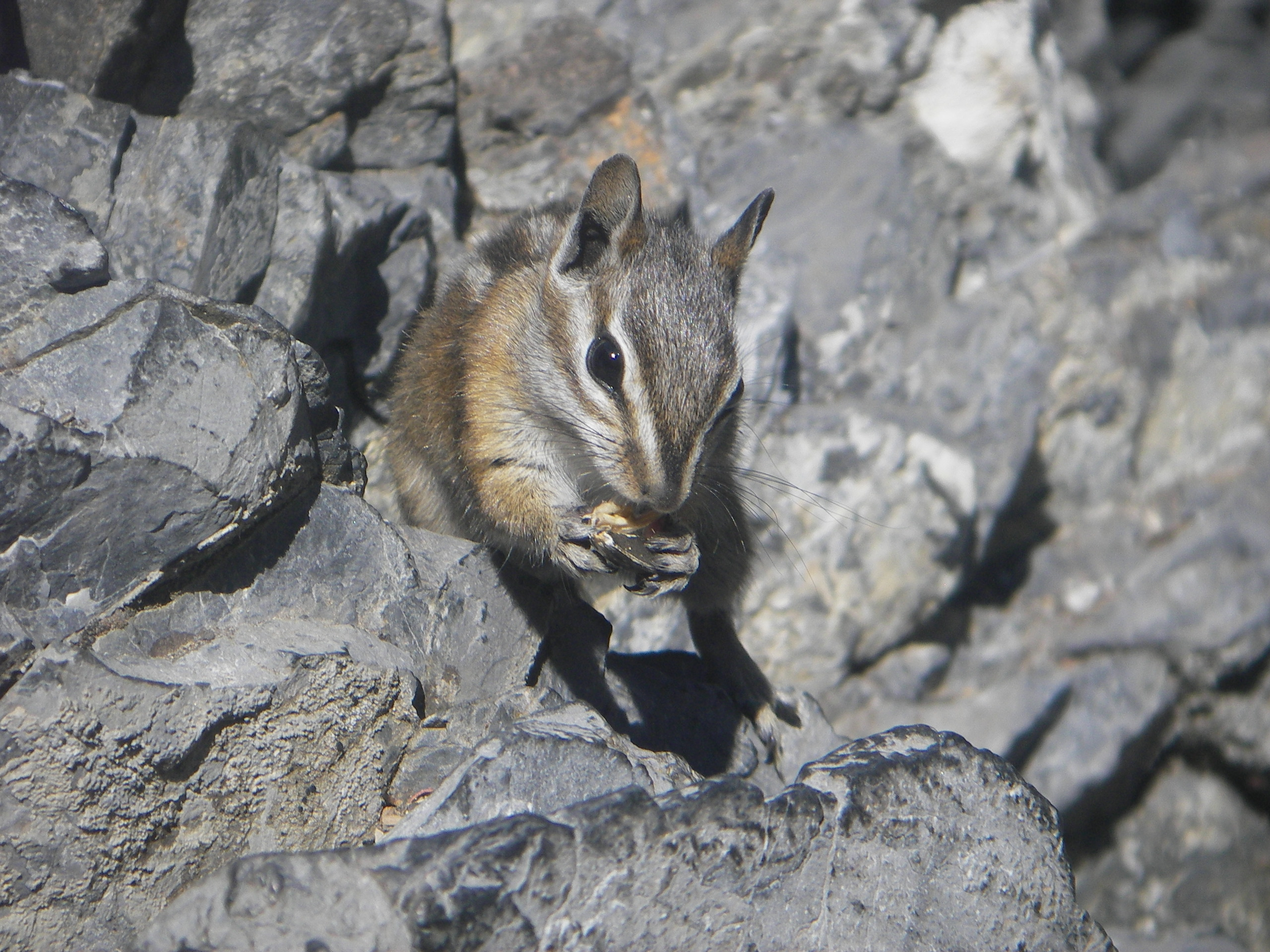
Ardilla de Colorado comiendo semillas de girasol cerca de la cueva Timpanogos en Timpanogos Cave National Monument, Utah